# Репортаж з лінії вогню
«Репортаж з лінії вогню» — радянський художній фільм 1984 року, знятий режисером Леоном Сааковим на кіностудії «Мосфільм».

## Сюжет
Випускник ВДІКу, оператор кінохроніки Володимир Руднєв та його помічниця Сашенька, асистентка режисера Московської студії кінохроніки, ведуть зйомки бойових дій Червоної Армії у роки Німецько-радянської війни. Не все виходить одразу — у них ще немає досвіду. З величезного потоку хроніки, знятої із лінії вогню, вони терпляче і мужньо створюють портрет свого сучасника.

## У ролях
- Ігор Ліванов — Володимир Миколайович Руднєв
- Олена Кондратьєва — Сашенька
- Анатолій Грачов — Іван Анісімович Меркулов
- Анатолій Кузнецов — Член Військової Ради
- Віктор Корешков — Колотилін
- Віктор Чеботарьов — Женя, капітан
- Олександр Савостьянов — Юра, старший лейтенант
- Юрій Гусєв — Сорокін
- Любов Соколова — мати Меркулова
- Лілія Макеєва — Катя, подруга Сашеньки
- Данило Нетребін — кіномеханік
- Петро Любешкін — дядько Сергій
- Анатолій Ігонін — епізод
- Валерій Агафонов — епізод
- Сергій Волкош — епізод
- Іван Сорокін — епізод
- Іван Власов — Мар'їн, старший сержант
- Дмитро Титов — епізод
- Валерій Бєляков — епізод
- Василь Маслаков — епізод
- Надія Матушкіна — медсестра
- Олена Сєропова — Марія
- Віталій Кисельов — патрульний
- Ірина Манухіна — дружина фокусника
- Олександр Діденко — епізод
- Юрій Соколов — танкіст
- Анатолій Меньщиков — боєць на понтоні

## Знімальна група
- Режисер — Леон Сааков
- Сценаристи — Леон Сааков, Микола Фігуровський
- Оператор — Валерій Владимиров
- Композитор — Веніамін Баснер
- Художник — Євген Серганов